# 生きる技術!叢書
生きる技術!叢書（いきるぎじゅつそうしょ、ART OF LIVING）は、株式会社技術評論社が発行する叢書レーベル。

## 概要
2011年6月24日、創刊。キャッチコピーは、「技術を持って生き延びろ！」。四六判並製。ブックデザインは、ASYLによる。カバーや奥付に掲載されているロゴは、「生」の源字をアレンジしてデザインされたもの。
創刊にあたっては、「いま、生きるための教養を」として、「私たちはいま、長い歴史の中で、大きな転換点に立っている。インターネットなどに代表される、ITという新しい技術は、産業社会だけではなく、人々の働き方や生活スタイル、コミュニケーションの方法に大きな変化をもたらしている。また、地球環境問題や、資源・エネルギー問題など、簡単には解決のできない課題が山積している。こうした社会的な転換期に必要とされるのは、世界のしくみやあり方を、正しくかつ深くとらえる力であり、ものごとを領域横断的に考えることである。そのような「教養」を読者が生きるための「技術」に変えていけることを目標とする新しい教養書シリーズである」といった声明が発せられた。
哲学者や宗教者、芸術家、スポーツ選手など、様々な分野の第一線で活躍する専門家が執筆している。
また、小林弘人『メディア化する企業はなぜ強いのか？ フリー、シェア、ソーシャルで利益をあげる新常識』、藤井聡『プラグマティズムの作法 閉塞感を打ち破る思考の習慣』、鷲田清一ほか『有事対応コミュニケーション力』など重版されるものも多い。

## 創刊ラインナップ
創刊ラインナップは次のとおり。
1. 最終講義 生き延びるための六講（内田樹）
2. キッパリ生きる！仏教生活 すこやかであるための仏教メソッド（釈徹宗）
3. 日本を再生！ご近所の公共哲学 自治会から地球の裏側の問題まで（小川仁志）